# Harry Lonsdale
Harry Lonsdale (Worcester, 6 dicembre 1865 – Derby, 12 luglio 1923) è stato un attore inglese teatrale e cinematografico che lavorò negli Stati Uniti all'epoca del film muto usando talvolta il nome di Harry G. Lonsdale.
Nella sua carriera, iniziata negli anni dieci e durata fino a metà degli anni venti, prese parte a oltre cento e cinquanta film.

## Biografia
Nato in Inghilterra, a Worcester, negli anni dieci Lonsdale lavorò negli Stati Uniti per la Selig, una casa di produzione fondata a Chicago nel 1896.
Era sposato con l'attrice teatrale Alice Lonnon.

## Filmografia

### 1911
- Bess of the Forest – cortometraggio (1911)

### 1912
- The Prosecuting Attorney, regia di Colin Campbell – cortometraggio (1912)
- A Safe Proposition, regia di Colin Campbell – cortometraggio (1912)
- The Hypnotic Detective, regia di Colin Campbell – cortometraggio (1912)
- The Little Match Seller, regia di Joseph Sullivan – cortometraggio (1912)
- A Persistent Suitor, regia di Joseph Sullivan – cortometraggio (1912)
- When Women Rule, regia di Joseph Sullivan – cortometraggio (1912)
- In Little Italy, regia di William V. Mong – cortometraggio (1912)
- The Slip, regia di Otis B. Thayer – cortometraggio (1912)
- All on Account of Checkers, regia di Otis Thayer – cortometraggio (1912)
- His Chance to Make Good, regia di Otis Thayer – cortometraggio (1912)
- The Redemption of 'Greek Joe', regia di William V. Mong – cortometraggio (1912)
- The Devil, the Servant and the Man, regia di Frank Beal – cortometraggio (1912)
- The Stronger Mind, regia di Frank Beal – cortometraggio (1912)
- The Vagabonds, regia di Otis Thayer – cortometraggio (1912)
- The Tree of Knowledge, regia di George L. Cox – cortometraggio (1912)
- The Mystery of Room 29, regia di Otis B. Thayer – cortometraggio (1912)
- The Fall of Blackhawk, regia di William Lee – cortometraggio (1912)
- An Unexpected Fortune, regia di Otis Thayer – cortometraggio (1912)
- The Battleground – cortometraggio (1912)
- The Lost Inheritance, regia di Hardee Kirkland – cortometraggio (1912)
- Friends in San Rosario, regia di Hardee Kirkland – cortometraggio (1912)
- A Counterfeit Santa Claus, regia di Hardee Kirkland – cortometraggio (1912)

### 1913
- Prompted by Jealousy, regia di Hardee Kirkland – cortometraggio (1913)
- The Clue, regia di Hardee Kirkland – cortometraggio (1913)
- The Millionaire Cowboy – cortometraggio (1913)
- The Sands of Time, regia di Lorimer Johnston  – cortometraggio (1913)
- Pauline Cushman, the Federal Spy, regia di Oscar Eagle – cortometraggio (1913)
- A Change of Administration, regia di Hardee Kirkland – cortometraggio (1913)
- Tommy's Atonement, regia di Hardee Kirkland – cortometraggio (1913)
- God's Way, regia di Hardee Kirkland – cortometraggio (1913)
- Dixieland, regia di Hardee Kirkland – cortometraggio (1913)
- Love, the Winner, regia di Lorimer Johnston – cortometraggio (1913)
- Belle Boyd, a Confederate Spy, regia di Oscar Eagle – cortometraggio (1913)
- The Post-Impressionists, regia di Hardee Kirkland – cortometraggio (1913)
- A Daughter of the Confederacy, regia di Hardee Kirkland – cortometraggio (1913)
- The Ex-Convict's Plunge, regia di Hardee Kirkland – cortometraggio (1913)
- The Suwanee River, regia di Hardee Kirkland – cortometraggio (1913)
- The Rose of May, regia di Hardee Kirkland – cortometraggio (1913)
- Ivanhoe, ovvero: Riccardo cuor di leone (Ivanhoe)
- The Devil and Tom Walker, regia di Hardee Kirkland – cortometraggio (1913)
- The Broken Vase, regia Hardee Kirkland – cortometraggio (1913)
- The Adventures of a Watch; or, Time Flies and Comes Back, regia di Hardee Kirkland – cortometraggio (1913)
- The Way of Life, regia di Hardee Kirkland – cortometraggio (1913)
- Her Way, regia di Hardee Kirkland – cortometraggio (1913)
- The Pendulum of Fate, regia di Hardee Kirkland] – cortometraggio (1913)
- The Quality of Mercy, regia di Norval MacGregor – cortometraggio (1913)
- Father's Day, regia di Hardee Kirkland – cortometraggio (1913)

### 1914
- The Old vs. the New, regia di Norval MacGregor – cortometraggio (1914)
- Their Lesson, regia di Norval MacGregor – cortometraggio (1914)
- The Speedway of Despair, regia di Hardee Kirkland – cortometraggio (1914)
- The Better Way, regia di Norval MacGregor – cortometraggio (1914)
- The Story of Venus, regia di Norval MacGregor – cortometraggio (1914)
- The Story of Cupid, regia di Norval MacGregor – cortometraggio (1914)
- The Story of Diana, regia di Norval MacGregor – cortometraggio (1914)
- The Mother of Seven, regia di Norval MacGregor – cortometraggio (1914)
- Two Girls, regia di Norval MacGregor – cortometraggio (1914)
- At Last We Are Alone, regia di Norval MacGregor – cortometraggio (1914)
- The Taint of Madness, regia di Norval MacGregor – cortometraggio
- Teaching Father a Lesson, regia di Norval MacGregor – cortometraggio (1914)
- Willie's Haircut, regia di Norval MacGregor – cortometraggio (1914)
- The Right to Happiness, regia di Norval MacGregor – cortometraggio (1914)
- The Empty Sleeve, regia di Tom Santschi – cortometraggio (1914)
- Caryl of the Mountains, regia di Tom Santschi – cortometraggio (1914))
- A Woman Laughs, regia di Norval MacGregor – cortometraggio (1914)
- Muff, regia di Norval MacGregor – cortometraggio (1914)
- The Ordeal, regia di Tom Santschi – cortometraggio (1914)
- The Family Record, regia di Norval MacGregor – cortometraggio (1914)
- If at First You Don't Succeed, regia di E.A. Martin – cortometraggio (1914)
- A Low Financier, regia di Norval MacGregor – cortometraggio (1914)
- The Harbor of Love, regia di Norval MacGregor – cortometraggio (1914)
- When the West Was Young, regia di Colin Campbell – cortometraggio (1914)
- The Lonesome Trail, regia di Colin Campbell – cortometraggio (1914)
- At the Risk of His Life, regia di Tom Santschi – cortometraggio (1914)
- The Newsboy Tenor, regia di Norval MacGregor – cortometraggio (1914)
- The Dream Girl, regia di Tom Santschi – cortometraggio (1914)
- Playing with Fire, regia di Tom Santschi – cortometraggio (1914)
- When His Ship Came In, regia di Tom Santschi – cortometraggio (1914)
- The Butterfly's Wings, regia di Tom Santschi – cortometraggio (1914)
- Unrest, regia di Tom Santschi – cortometraggio (1914)
- The Abyss, regia di Thomas Santschi – cortometraggio (1914)
- The Test, regia di Tom Santschi – cortometraggio (1914)
- The Old Letter, regia di Tom Santschi – cortometraggio (1914)

### 1915
- Further Adventures of Sammy Orpheus, regia di Tom Santschi – cortometraggio (1915)
- The Carpet from Bagdad, regia di Colin Campbell (1915)
- The Blood Yoke, regia di Edward LeSaint – cortometraggio (1915)
- Willie Goes to Sea, regia di Colin Campbell – cortometraggio (1915)
- A Tragedy in Panama – cortometraggio (1915)
- Sands of Time, regia di Colin Campbell – cortometraggio (1915)
- The Rosary, regia di Colin Campbell (1915)
- The Beggar Girl's Wedding
- Ebb Tide, regia di Colin Campbell – cortometraggio (1915)
- The Runt, regia di Colin Campbell – cortometraggio (1915)
- The Girl Who Took the Wrong Turning
- Sweet Alyssum, regia di Colin Campbell (1915)
- Just as I Am, regia di Colin Campbell – cortometraggio (1915)
- The Shopsoiled Girl, regia di Leedham Bantock - mediometraggio (1915)
- Orders, regia di Tom Santschi – cortometraggio (1915)
- The Ne'er Do Well

### 1916
- The Black Orchid, regia di Thomas N. Heffron – cortometraggio (1916)
- Toll of the Jungle, regia di Tom Santschi – cortometraggio (1916)
- An Elephant's Gratitude, regia di Tom Santschi – cortometraggio (1916)
- The Hard Way, regia di Thomas N. Heffron – cortometraggio (1916)
- The Hare and the Tortoise, regia di William Robert Daly – cortometraggio (1916)
- Into the Primitive, regia di Thomas N. Heffron (1916)
- The Valiants of Virginia, regia di Thomas N. Heffron (1916)
- The Return, regia di Thomas N. Heffron – cortometraggio (1916)
- The Private Banker, regia di Tom Santschi – cortometraggio (1916)
- The Conflict, regia di William Robert Daly – cortometraggio (1916)
- The Old Man Who Tried to Grow Young, regia di Thomas N. Heffron – cortometraggio (1916)
- When Woman Hates
- The Phantom Picture
- The Man with the Glass Eye
- The Girl Who Wrecked His Home
- Queen of the Wicked
- His Brother's Keeper, regia di William Robert Daly – cortometraggio (1916)
- Into the Northland, regia di William Robert Daly – cortometraggio (1916)
- The Female Swindler
- The Brand of Cain, regia di Colin Campbell – cortometraggio (1916)
- The Garden of Allah, regia di Colin Campbell (1916)

### 1917
- Beware of Strangers, regia di Colin Campbell (1917)
- A Strange Adventure, regia di Marshall Neilan – cortometraggio) (1917)
- Little Lost Sister, regia di Alfred E. Green (1917)
- Conscience
- Who Shall Take My Life?, regia di Colin Campbell (1917)

### 1918
- The City of Purple Dreams, regia di Colin Campbell (1918)
- The Girl in His House, regia di Thomas R. Mills (1918)
- Little Orphant Annie, regia di Colin Campbell (1918)

### 1919
- Fighting for Gold
- The Shepherd of the Hills
- Cowardice Court
- The Illustrious Prince, regia di William Worthington (1919)
- The Last of His People
- Will You Be Staying for Supper?

### 1920
- The Week-End
- Vanishing Trails, regia di Leon De La Mothe - serial cinematografico (1920)

### 1921
- The Tempest, regia di Robert N. Bradbury (1921)
- Payment Guaranteed
- The Mask
- Where Men Are Men
- The Night Horsemen

### 1922
- The Call of Home
- Quando donna vuole (A Fool There Was), regia di Emmett J. Flynn  (1922)
- Monte Cristo
- The Fighting Guide
- Thelma, regia di Chester Bennett (1922)
- The Great Night

### 1923
- Big Dan, regia di William A. Wellman (1923)

### 1924
- The Vagabond Trail
- The Last of the Duanes, regia di Lynn Reynolds (1924)

### 1925
- Her Husband's Secret
- Brand of Cowardice